# Parentation på ryska över Karl XI

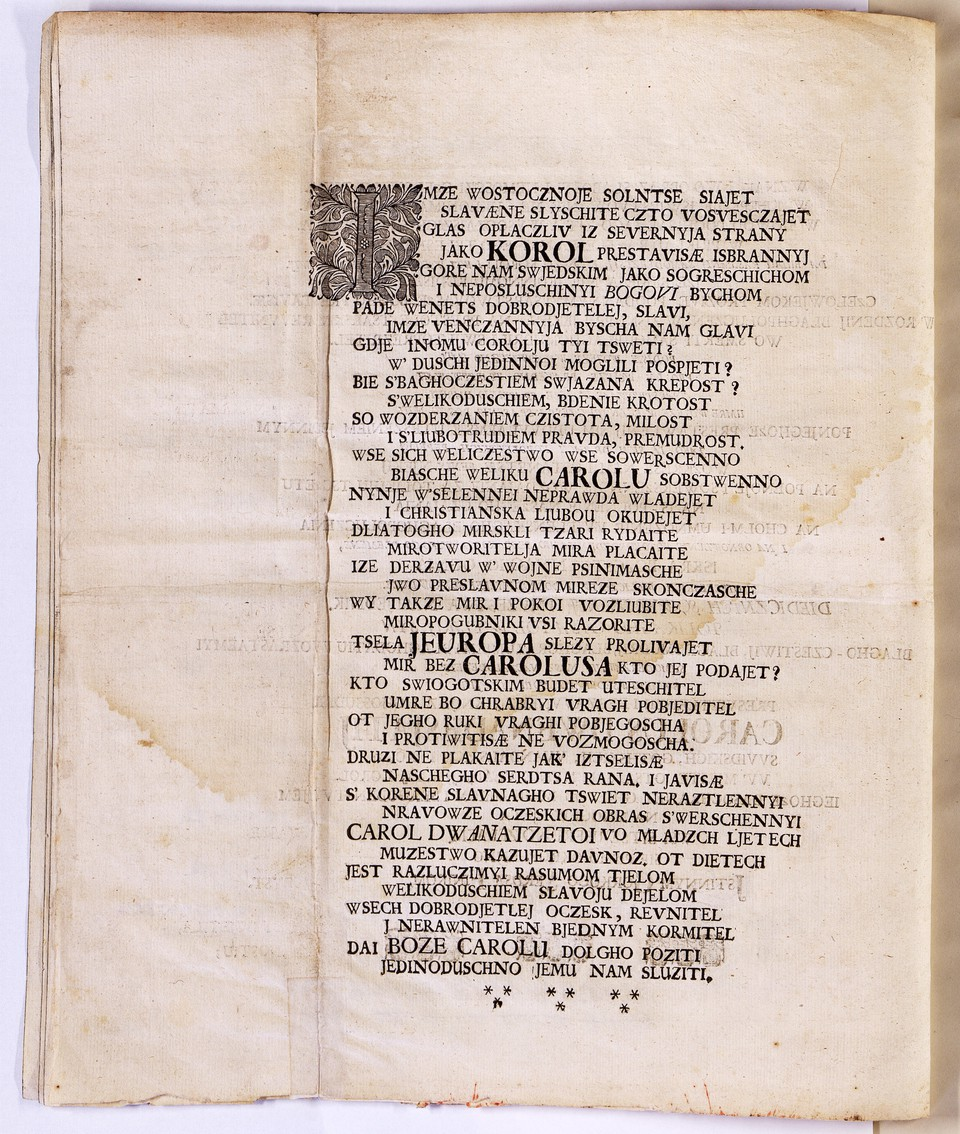
Faksimil över Sparfwenfeldts parentation.

Parentation på ryska över Karl XI (ryska: Плачевная речь по Карлу XI, tr. Placzewnaja recz na pogrebenie togho prez segho welemozneiszagho i wysokorozdennagho knjazja i ghossudarja … Karolusa odinatsetogho …) är en parentation som skrevs med latinska alfabetet och hölls ett halvår efter Karl XI:s död i Stockholm. Talet hölls på ålderdomlig ryska år 1697 av den svenske språkforskaren och orientalisten Johan Gabriel Sparfwenfeldt. Dokumentet är av intresse för språkforskare, särskilt de som forskar inom slaviska språk, då det ger ett exempel på hur ryska språket transkriberades vid slutet av 1600-talet.